# British Academy Film Awards 1978
Die 31. Verleihung der British Academy Film Awards fand 1978 in London statt. Die Filmpreise der British Academy of Film and Television Arts (BAFTA) wurden in 17 Kategorien verliehen, wobei in der Kategorie Bester Dokumentarfilm in diesem Jahr kein BAFTA vergeben wurde; hinzu kam ein Ehrenpreis. Die Verleihung zeichnete Filme des Jahres 1977 aus.
| Film                                        | N | A |
| ------------------------------------------- | - | - |
| Network                                     | 9 | 1 |
| Die Brücke von Arnheim                      | 8 | 4 |
| Der Stadtneurotiker                         | 6 | 5 |
| Equus – Blinde Pferde                       | 5 | 1 |
| Rocky                                       | 5 | 0 |
| Fellinis Casanova                           | 3 | 2 |
| Valentino                                   | 3 | 0 |
| A Star Is Born                              | 2 | 0 |
| James Bond 007 – Der Spion, der mich liebte | 2 | 0 |
| New York, New York                          | 2 | 0 |

## Preisträger und Nominierungen
Als Favoriten der Verleihung im Vorfeld der Veranstaltung galten Sidney Lumets Network mit neun und Richard Attenboroughs Die Brücke von Arnheim mit acht Nominierungen. Die meisten Preise erhielt schließlich jedoch Woody Allens Der Stadtneurotiker, der bei sechs Nominierungen fünf Mal gewann.

### Bester Film
Der Stadtneurotiker (Annie Hall) – Regie: Woody Allen
Die Brücke von Arnheim (A Bridge Too Far) – Regie: Richard Attenborough
Network – Regie: Sidney Lumet
Rocky – Regie: John G. Avildsen

### Beste Regie
Woody Allen – Der Stadtneurotiker (Annie Hall)
Richard Attenborough – Die Brücke von Arnheim (A Bridge Too Far)
John G. Avildsen – Rocky
Sidney Lumet – Network

### Bester Hauptdarsteller
Peter Finch – Network
Woody Allen – Der Stadtneurotiker (Annie Hall)
William Holden – Network
Sylvester Stallone – Rocky

### Beste Hauptdarstellerin
Diane Keaton – Der Stadtneurotiker (Annie Hall)
Faye Dunaway – Network
Shelley Duvall – Drei Frauen (3 Women)
Lily Tomlin – Die Katze kennt den Mörder (The Late Show)

### Bester Nebendarsteller
Edward Fox – Die Brücke von Arnheim (A Bridge Too Far)
Colin Blakely – Equus – Blinde Pferde (Equus)
Robert Duvall – Network
Zero Mostel – Der Strohmann (The Front)

### Beste Nebendarstellerin
Jenny Agutter – Equus – Blinde Pferde (Equus)
Geraldine Chaplin – Willkommen in Los Angeles (Welcome to L.A.)
Joan Plowright – Equus – Blinde Pferde (Equus)
Shelley Winters – Ein Haar in der Suppe (Next Stop, Greenwich Village)

### Bester/beste Nachwuchsdarsteller/-in
Isabelle Huppert – Die Spitzenklöpplerin (La dentellière)
Olimpia Carlisi – Die Mitte der Welt (Le milieu du monde)
Jeannette Clift – Die Zuflucht (The Hiding Place)
Saverio Marconi – Padre Padrone – Mein Vater, mein Herr (Padre padrone)

### Bestes Drehbuch
Woody Allen, Marshall Brickman – Der Stadtneurotiker (Annie Hall)
Peter Shaffer – Equus – Blinde Pferde (Equus)
Paddy Chayefsky – Network
Sylvester Stallone – Rocky

### Beste Kamera
Geoffrey Unsworth – Die Brücke von Arnheim (A Bridge Too Far)
Christopher Challis – Die Tiefe (The Deep)
Giuseppe Rotunno – Fellinis Casanova (Fellini’s Casanova)
Peter Suschitzky – Valentino

### Bestes Szenenbild
Danilo Donati, Federico Fellini – Fellinis Casanova (Il casanova di Federico Fellini)
Ken Adam – James Bond 007 – Der Spion, der mich liebte (The Spy Who Loved Me)
Philip Harrison – Valentino
Terence Marsh – Die Brücke von Arnheim (A Bridge Too Far)

### Beste Kostüme
Danilo Donati – Fellinis Casanova (Il Casanova di Federico Fellini)
Michael Annals, Patrick Wheatley – Die Abenteuer des Joseph Andrews (Joseph Andrews)
Theadora Van Runkle – New York, New York
Shirley Russell – Valentino

### Beste Filmmusik
John Addison – Die Brücke von Arnheim (A Bridge Too Far)
Kenneth Ascher, Alan Bergman, Marilyn Bergman, Rupert Holmes, Kenny Loggins, Leon Russell, Barbra Streisand, Paul Williams – A Star Is Born
Richard Rodney Bennett – Equus – Blinde Pferde (Equus)
Marvin Hamlisch – James Bond 007 – Der Spion, der mich liebte (The Spy Who Loved Me)

### Bester Schnitt
Wendy Greene Bricmont, Ralph Rosenblum – Der Stadtneurotiker (Annie Hall)
Antony Gibbs – Die Brücke von Arnheim (A Bridge Too Far)
Richard Halsey – Rocky
Alan Heim – Network

### Bester Ton
Peter Horrocks, Gerry Humphreys, Simon Kaye, Robin O’Donoghue, Les Wiggins – Die Brücke von Arnheim (A Bridge Too Far)
Michael Colgan, James Fritch, Larry Jost, Richard Portman, Kay Rose – New York, New York
Jack Fitzstephens, Marc Laub, Sanford Rackow, James Sabat, Dick Vorisek – Network
Robert J. Glass, Robert Knudson, Marvin I. Kosberg, Tom Overton, Josef von Stroheim, Dan Wallin – A Star Is Born

### Bester Kurzfilm(Factual Film)
The Living City – Regie: Phillip De Normanville, Sarah Erulkar
Pipeline Alaska – Regie: John Armstrong
Reflections: Ireland – Regie: Patrick Carey
The Shetland Experience – Regie: Derek Williams

### Bester animierter Kurzfilm(Fictional Film)
The Bead Game – Regie: Ishu Patel
Le château de sable – Regie: Co Hoedeman
The Chinese Word for Horse – Regie:  Kate Canning

### Bester spezialisierter Film
Path of the Paddle – Regie: Bill Mason
Hazchem – Regie: Roy Pace
How The Motor Works: Part II – Regie: George Seager

## Academy Fellowship
Fred Zinnemann – österreichisch-US-amerikanischer Regisseur und Filmproduzent